# 英聯邦王國

藍色表示的是當今為英聯邦王國的國家，紅色表示的是曾經為英聯邦王國的國家

英聯邦王國（英語：Commonwealth realm）是由英联邦成員國當中15個實行君主立憲制，且國家元首（君主）與英国君主為同一人國家組成國家群體。
這些國家不但要作為英联邦的一員而履行共同責任，而且法律上實行君主立憲制，每個國家的最高國家元首均為同一位君主（但該君主在各組成國官方頭銜不同）。該君主通常委派一位總督在當地代行職責，而該國政府首長（通常為首相或者總理）的地位只能排在第2高。目前世界上一共有15個英聯邦王國，這些國家共同擁戴查爾斯三世為自己的國家元首。英聯邦王國的成員國在實際層面上互不隸屬、保持絕對獨立，只是因為共主邦聯的關係在名義上接受国王的管轄，這些王國一起構成世界上现存最大的共主邦聯。目前這15国領土面積總合1870萬平方公里，人口數共1.34億。

## 概述

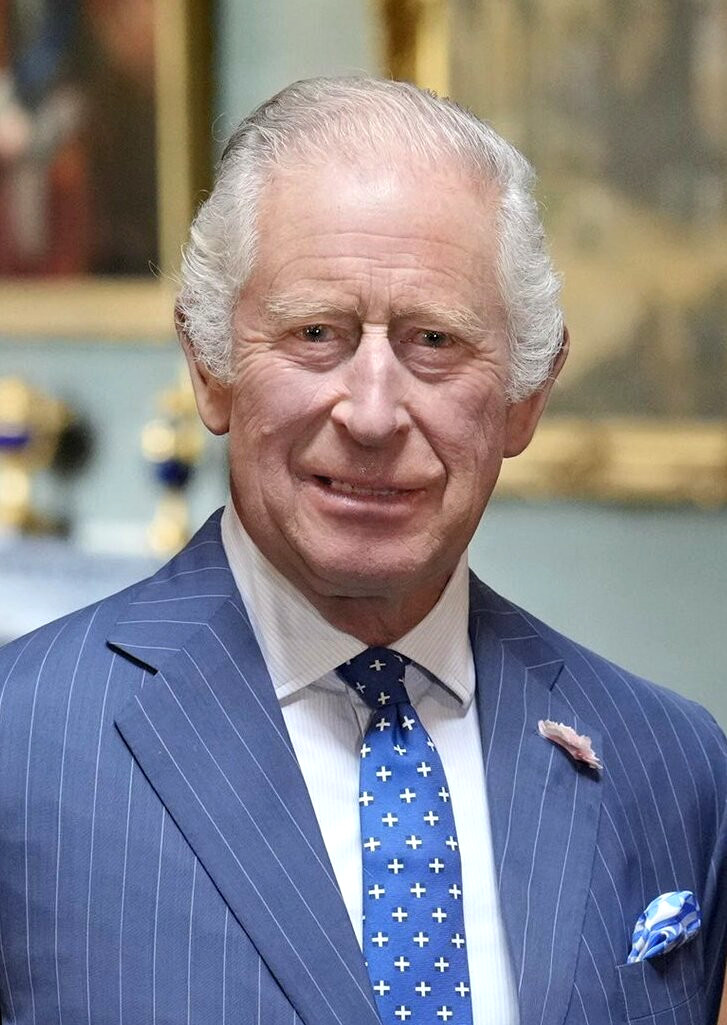
現任英聯邦王國君主查爾斯三世

國王在各個英聯邦王國之中，也有相應不同的稱號，例如在英國，稱為「蒙上帝恩典，大不列顛及北愛爾蘭聯合王國及其他國土與領地國王，國協元首，信仰的守護者」，而安提瓜和巴布达的頭銜為「蒙上帝恩典，安提瓜和巴布达及其他国土与领地國王，國協元首」。
對於英國以外的英聯邦王國，身為國家元首的國王會依據該國總理的提名，任命總督作為自己的全權代表。而澳大利亞各州的總督（州督）和加拿大各省的省督（省督兼聯邦副總督），也是國王不在該國直接行使元首職權時在當地的君主全權代表。這些官員可以執行的權利，不但與君主立憲制度之下的君主相若，而且還可以代表國王，按照該國憲法行使一些皇家特權。
在15個英聯邦王國中，13個曾經是英國的殖民地。這些國家多在1931年西敏法令頒布和1961年西印度群島聯邦解體後成為英聯邦王國。2個例外分別是巴布亞新幾內亞和英國（各殖民地的原宗主國）。巴布亞新幾內亞一部分原為英國殖民地，1905年交與澳大利亞管轄；另一部分原為德國殖民地，一戰中由澳大利亞佔領，後割讓予澳大利亞作爲國際聯盟托管領土。其后，兩部分同時獨立並合併，加入大英國協。
英联邦內英国和其它成员國地位平等。值得一提的是，1987年以来实行议会共和制的斐濟元首雖然為斐济总统，但其後一度仍以英王為最高酋長。
一個國家是否屬於英聯邦王國並不由英國或者英聯邦決定，而是由國家元首是否為英國君主而自動決定的，而不需要英國或其他成員國的承認。比如2021年巴巴多斯改制為共和制，則其自動不再是英聯邦王國的一員，無需經過任何英聯邦方面法律上的改變（但所在國往往會修憲改為共和制）。嚴格來說，「退出」英聯邦王國是錯誤的說法，因為並無類似英國脫歐有法律上的變更，而是自動承認的。

## 與英聯邦的區別
英聯邦王國是英聯邦的子集，即所有英聯邦王國成員都是英聯邦的成員，但反過來不是。英聯邦王國和（非英聯邦王國的）英聯邦的區別在於，成員是否奉英國君主為國家元首，而不自己另設國家元首（比如總統）。英聯邦王國的成員皆為王國，而非英聯邦王國的英聯邦成員，則大多數都是共和國（36個），但也有5個例外：汶萊、斯威士蘭、萊索托、馬來西亞、東加有自己獨立的君主。即英聯邦內，有自己獨立的國家元首（比如總統或單獨的君主）的不屬於英聯邦王國而只屬於英聯邦；沒有而是奉英國君主為國家元首的既是廣義的英聯邦、也是英聯邦王國的成員。
另外，一個國家加入或退出英聯邦需要英聯邦的同意；而英聯邦王國則沒有這個限制。只要在英聯邦內，該國國內自行決定是否侍奉英國君主為國家元首，即會自動成為或不再是英聯邦王國，而英聯邦或英國無法決定或者干涉。
一般而言，兩者一般常常混用。對於英聯邦王國來說，媒體和大眾中的「退出英聯邦」，常常指代不再奉英國君主為國家元首（而是自己單立），即不再是英聯邦王國的成員，而有極大可能仍然留在廣義的英聯邦中。比如2021年巴巴多斯的「退出英聯邦」，即為此情況。

## 起源
直到20世纪初，英國政府對大英帝國在全世界的殖民地和属地仍舊保持不同程度的控制。雖然加拿大、澳大利亞等殖民地都已先後「建國」並擁有正常運作的自治政府，但英國政府的殖民地部仍對這些殖民地保留相當程度的監管和行政干預的權力，英國君主按照英國政府的建議在各自治殖民地任命總督，各地總督不仅是當地的首腦，也負責當地政府和倫敦的帝國政府之間的聯絡。而在其他一些殖民地，例如印度，英國政府則仍舊維持實質性的控制權。
鑒於第一次世界大戰結束後加拿大、澳大利亞、紐西蘭等主要殖民地内的完全自治呼聲日漸增強，並且由於各殖民地自身政治日漸成熟以及英國本身的國力相對衰退，英國在戰後陸續允許一些殖民地更大的自治權，並改稱英屬自治領。英國政府對自治領内部事務的参與逐漸减少，在帝國内逐漸衍生了新的慣例，即君主對於各殖民地内部事務依照殖民地政府的建議行事，而不是英國政府。1926年，英國政府發表《1926年貝爾福宣言》，宣佈各自治領應成為政治和外交上完全獨立，以英國君主為國家元首的主權國家。也即是各自治領的总督不再是英國政府殖民地部的代表，而是英國君主指派的全權代表。
貝爾富宣言的後續效應陸續有來，首先是《1927年王室和議會頭銜法令》，承認愛爾蘭自由邦的獨立地位。於1931年12月11日，英國國會通過《1931年西敏法令》，給予各英屬自治領完全自主權，國際場合實際上是與英國完全平等的主權國家。加拿大首先於同年確認西敏法令，其他自治領和一些前英殖民地在第二次世界大戰前後通過西敏法令，獲得獨立的立法權，成為主權國家，不過依然奉英國君主為國家元首，但君主在各自治領以不同身份擔任該國元首，因此這些國家與英國組成共主邦聯。1953年伊莉莎白二世加冕時，她正式採用「伊莉莎白二世，蒙上帝恩典，（國名）及她其他王國和属地女王，英聯邦元首，信仰捍衛者」為頭銜，自此英聯邦王國的地位正式被確立。

## 現存英聯邦王國列表
| 英聯邦王國     | 司法管轄區或屬地 | 成立時間                 | 君主                                                                       | 現任君主   | 現任君主頭銜                                                                                   | 君主旗幟      | 現任總督          | 國徽 | 地圖 |
| -------------- | --- | ------------------------ | -------------------------------------------------------------------------- | ---------- | ---------------------------------------------------------------------------------------------- | ------------- | ----------------- | ---- | ---- |
| 安地卡及巴布達 | | 1981                     | 安提瓜和巴布達君主                                                         | 查爾斯三世 | 查爾斯三世，蒙上帝恩典，安提瓜和巴布達及其他國土與領地國王，國協元首                           | 無            | 羅德尼·威廉斯     |      |      |
|                | 塔斯馬尼亞州 · 新南威爾士州 · 西澳大利亚州 · 南澳大利亞州 · 昆士兰州 · 維多利亞州 · 北领地 · 澳大利亞首都領地 · 圣诞岛 · 科科斯（基林）群島 · 亞什摩及卡地爾群島 · 珊瑚海群島 · 赫德岛和麦克唐纳群岛 · 澳洲南極領地 · 诺福克岛      | 1901                     | 澳大利亞君主                                                               | 查爾斯三世 | 查爾斯三世，蒙上帝恩典，澳大利亞及其他國土與領地國王，國協元首                                 | 無            | 薩曼莎·莫斯廷     |      |      |
| 巴哈马         | | 1973                     | 巴哈馬君主                                                                 | 查爾斯三世 | 查爾斯三世，蒙上帝恩典，巴哈馬國及其他國土與領地國王，國協元首                                 | 無            | 辛西娅·A·普拉特   |      |      |
|                | 1981 | 伯利茲君主               | 查爾斯三世，蒙上帝恩典，伯利茲及其他國土與領地國王，國協元首               | 查爾斯三世 | 無                                                                                             | 察芙拉        |                   |      |      |
| 加拿大         | 安大略省 · 魁北克省 · 新斯科舍省 · 曼尼托巴省 · 愛德華王子島省 · 薩斯喀徹溫省 · 紐芬蘭與拉布拉多省 · 育空地區 · 努納武特地區 | 1867                     | 加拿大君主                                                                 | 查爾斯三世 | 查爾斯三世，蒙上帝恩典，加拿大及其他國土與領地國王，國協元首                                   |               | 瑪麗·西蒙         |      |      |
| 格瑞那達       | 卡里亞庫和小馬提尼克 | 1974                     | 格林納達君主                                                               | 查爾斯三世 | 查爾斯三世，蒙上帝恩典，格瑞納達及其他國土與領地國王，國協元首                                 | 無            | 絲茜爾·拉格雷納德 |      |      |
| 牙买加         | | 1962                     | 牙買加君主                                                                 | 查爾斯三世 | 查爾斯三世，蒙上帝恩典，牙買加及其他國土與領地國王，國協元首                                   | 無            | 派屈克·艾倫       |      |      |
| 新西兰         | 庫克群島 · 纽埃 · 托克勞 · 罗斯属地 · 查塔姆群岛 | 1907                     | 紐西蘭君主                                                                 | 查爾斯三世 | 查爾斯三世，蒙上帝恩典，紐西蘭及其他國土與領地國王，國協元首，信仰的守護者                     | 無            | 辛迪·基羅         |      |      |
|                | 布干维尔 | 1975                     | 巴布亞新幾內亞君主                                                         | 查爾斯三世 | 查爾斯三世，蒙上帝恩典，巴布亞新幾內亞及其他國土與領地國王，國協元首                           | 無            | 鲍勃·达达埃       |      |      |
| 圣基茨和尼维斯 | 尼維斯 | 1983                     | 聖基茨和尼维斯君主                                                         | 查爾斯三世 | 查爾斯三世，蒙上帝恩典，聖基茨和尼维斯及其他國土與領地國王，國協元首                           | 無            | 塔普利·西頓       |      |      |
| 圣卢西亚       | | 1979                     | 聖盧西亞君主                                                               | 查爾斯三世 | 查爾斯三世，蒙上帝恩典，聖盧西亞及其他國土與領地國王，國協元首                                 | 無            | 艾路·查爾斯代行   |      |      |
|                | 1979 | 聖文森特和格林納丁斯君主 | 查爾斯三世，蒙上帝恩典，聖文森特和格林納丁斯及其他國土與領地國王，國協元首 | 查爾斯三世 | 無                                                                                             | 蘇珊·杜根     |                   |      |      |
| 所罗门群岛     | 1978 | 所羅門群島君主           | 查爾斯三世，蒙上帝恩典，所羅門群島及其他國土與領地國王，國協元首           | 查爾斯三世 | 無                                                                                             | 戴維·武納吉   |                   |      |      |
|                | 1978 | 圖瓦盧君主               | 查爾斯三世，蒙上帝恩典，圖瓦盧及其他国土與領地國王，國協元首               | 查爾斯三世 | 無                                                                                             | 托菲加·法拉尼 |                   |      |      |
| 英国           | · 百慕大 · 英屬印度洋領地 · 英屬維爾京群島 · 开曼群岛 · 福克蘭群島 · 直布罗陀 · 皮特凯恩群岛 · 圣赫勒拿、阿森松和特里斯坦-达库尼亚 · 聖赫勒拿 · 南乔治亚和南桑威奇群岛 · 英属南极领地 · 亞克羅提利與德凱利亞 · 根西 · 澤西 · 马恩岛 | [ 註 1 ]                 | 英國君主                                                                   | 查爾斯三世 | 查爾斯三世，蒙上帝恩典，大不列顛及北愛爾蘭聯合王國及其他國土與領地國王，國協元首，信仰的守護者 |               |                   |      |      |

## 已終結的英聯邦王國列表
| 英联邦王国     | 起始时间 | 結束時間 | 现存政权                   | 现行政治制度     | 改制前元首           | 现時元首                            | 现時政府首腦           | 改变政体途径 | 英联邦王国时期君主旗帜 |
| -------------- | -------- | -------- | -------------------------- | ---------------- | -------------------- | ----------------------------------- | ---------------------- | --- | ---------------------- |
|                | 1966     | 2021     |                            | 议会共和制       | 巴巴多斯君主         | 巴巴多斯总统                        | 巴巴多斯总理           | 宪法修正案 |                        |
| 锡兰           | 1948     | 1972     | 斯里兰卡民主社会主义共和国 | 议会共和制       | 錫蘭君主             | 斯里蘭卡總統                        | 斯里蘭卡總理           | 新宪法 |                        |
| 斐济           | 1970     | 1987     | 斐济共和国                 | 议会共和制       | 斐濟君主             | 斐濟總統                            | 斐濟總理               | 軍事政變 |                        |
| 冈比亚         | 1965     | 1970     | 冈比亚共和国               | 總統共和制       | 岡比亞君主           | 岡比亞總統                          | 岡比亞總統             | 公投和新憲法 |                        |
| 加纳           | 1957     | 1960     | 加纳共和国                 | 總統共和制       | 加納君主             | 加納總統                            | 加納總統               | 公投 |                        |
| 圭亚那         | 1966     | 1970     | 圭亚那合作共和国           | 议会共和制       | 圭亞那君主           | 圭亞那總統                          | 圭亞那總理             | 憲法修正案 |                        |
| 印度联邦       | 1947     | 1950     | 印度共和国                 | 议会共和制       | 印度君主             | 印度總統                            | 印度總理               | 新憲法 |                        |
| 愛爾蘭自由邦   | 1922     | 1937     | 愛爾蘭共和国               | 议会共和制       | 愛爾蘭君主           | 愛爾蘭總統                          | 愛爾蘭總理             | 新宪法 |                        |
| 肯亞           | 1963     | 1964     | 肯尼亚共和国               | 總統共和制       | 肯亞君主             | 肯亞總統                            | 肯亞總統               | 新憲法 |                        |
| 馬拉維         | 1964     | 1966     | 马拉维共和国               | 總統共和制       | 馬拉維君主           | 馬拉維總統                          | 馬拉維總統             | 新憲法 |                        |
| 馬耳他         | 1964     | 1974     | 马耳他共和国               | 议会共和制       | 馬耳他女王           | 馬耳他總統                          | 馬耳他總理             | 憲法修正案 |                        |
| 毛里求斯       | 1968     | 1992     | 毛里求斯共和国             | 议会共和制       | 毛里求斯君主         | 毛里求斯總統                        | 毛里求斯總理           | 憲法修正案 |                        |
| 纽芬兰         | 1907     | 1934     | 紐芬蘭與拉布拉多省         | 议会制君主立宪制 |                      | 加拿大君主 (纽芬兰与拉布拉多省省督) | 纽芬兰与拉布拉多省省长 | 1934年英国暂停纽芬兰自治领地位，直接任命对英国负责的纽芬兰总督并使其组建和领导纽芬兰政府，纽芬兰自此成为英国属地直至1949年并入加拿大。 |                        |
| 尼日利亚联邦   | 1960     | 1963     | 尼日利亚联邦共和国         | 總統共和制       | 尼日利亞君主         | 尼日利亞總統                        | 尼日利亞總統           | 憲法修正案 |                        |
| 巴基斯坦联邦   | 1947     | 1956     | 巴基斯坦伊斯兰共和国       | 议会共和制       | 巴基斯坦君主         | 巴基斯坦總統                        | 巴基斯坦總理           | 新憲法 |                        |
|                | 1961     | 1971     | 塞拉利昂共和国             | 總統共和制       | 塞拉利昂君主         | 塞拉利昂總統                        | 塞拉利昂總理           | 新憲法 |                        |
| 南非聯邦       | 1910     | 1961     | 南非共和国                 | 總統共和制       | 南非君主             | 南非總統                            | 南非總統               | 公投和新憲法 |                        |
|                | 1961     | 1962     | 坦桑尼亚联合共和国         | 總統共和制       | 坦噶尼喀君主         | 坦桑尼亞總統                        | 坦桑尼亞總理           | 新憲法 |                        |
| 千里達及托巴哥 | 1962     | 1976     | 特立尼达和多巴哥共和国     | 议会共和制       | 特立尼達和多巴哥君主 | 特立尼達和多巴哥總統                | 特立尼達和多巴哥總理   | 新憲法 |                        |
| 乌干达         | 1962     | 1963     | 乌干达共和国               | 议会共和制       | 烏干達君主           | 烏干達總統                          | 烏干達總理             | 憲法修正案 |                        |

## 王權的更改
由於《1931年西敏法令》並無保障英國君主在各英聯邦王國內的元首地位，因此，各國可以通過公投、立法、修憲或頒布新憲以廢除與英國共主邦聯的關係。因此在各英聯邦王國國內，都出現了要求廢除英国君主元首地位的聲音。這些聲音導致各英聯邦王國內都出現共和派和保王派的分野。近年來，各國的共和派勢力漸漸抬頭，導致多個英聯邦王國都舉辦了公投，決定英國君主在該國的地位。
2012年各英聯邦王國在澳大利亞珀斯舉行的國協政府首腦會議框架下達成共識，將修改有關各国共戴君主的繼承權問題的法律以減少對天主教徒的歧視以及確立男女繼承權平等的原則，此共識成爲“珀斯協定”。這是自從各国“互不隸屬、共戴一王”的現代關係形成后第一次嘗試改變王位繼承規則，因此在各国衍生出一系列的法律和憲法層面的問題。例如：2013年初，澳大利亞昆士蘭州曾宣佈不將修法權交予澳大利亞聯邦，而將自行立法修改王位繼承法律。澳大利亞和英國政府以及一些憲法專家当时擔心此擧可能會造成昆士蘭州在法律上脫離澳大利亞的王權，形成與包括澳大利亞在内的其它国家分開的“昆士蘭女王”。此问题最后由澳大利亚联邦采取强硬立场以宪政危机威胁昆士兰，导致昆士兰屈服而解决。此外，在一部分加勒比海国家還出現爭議，辯論當地憲法是否允許王位繼承權不經自主立法而隨英國法律的變更而變更。总的来说，由于各国修法进度不同，在一定时期内各王国的王位继承法出现不一致，直到所有王国完成修法并使新规则从同一日期起生效为止。2015年3月26日，英國副首相尼克·克萊格宣佈，所有英聯邦王國都依據各自法律完成對王室權利法律的修正；同日，新的法律在所有英聯邦王國境内生效。
2020年9月，巴巴多斯政府宣布，打算在2021年11月30日，即独立55周年之前成为共和国。这项计划将需要议会两院三分之二的多数票或成功的公投。如果目标实现，女王的國家元首地位将由一名巴巴多斯官员接任。根据加拿大广播公司对情况的调查，这个过程是否能在2021年完成还“不清楚”。 巴巴多斯成为议会共和国的明确法律提案草案于2021年7月27日由总理米亚·莫特利正式提出。2021年11月30日，巴巴多斯正式改制為共和制，並結束作為英聯邦王國的身份，改以非王國成員繼續留在英聯邦。

### 引用
1. ↑  .   [2013-07-23]. （原始内容存档于2010-12-02）.
2. ↑    - Zines, The High Court and the Constitution, 4th ed.（1997）at 314: "The Queen as monarch of the United Kingdom, Canada, Australia and New Zealand is in a position resembling that of the King of Scotland and of England between 1603 and 1707 when two independent countries had a common sovereign"; the relationship between England and Scotland during those years is described as a personal union.
  - F. R. Scott. . The American Journal of International Law. January 1944, 38 (1): 34–49. doi:10.2307/2192530. The common kinship within the British group today establishes a form of personal union, the members of which are legally capable of following different international policies even in time of war.
  - R v Foreign Secretary; Ex parte Indian Association, QB 892 at 928; as referenced in High Court of Australia: Sue v Hill [1999] HCA 30; 23 June 1999; S179/1998 and B49/1998 （页面存档备份，存于）
  - Lalor, ed. Various authors. See Contents. Cyclopaedia of Political Science. New York: Maynard, Merrill, and Co., ed. John Joseph Lalor, 1899. [Online] available from http://www.econlib.org/LIBRARY/YPDBooks/Lalor/llCy821.html （页面存档备份，存于）; accessed 21 June 2008; "Personal union, or dynastic union, is the combination by which two different states are governed by the same prince, while their boundaries, their laws and their interests remain distinct."
3. ↑  Janyce McGregor. . CBC News. 2023-04-18  [2023-04-18]. （原始内容存档于2023-06-03） （英语）.
4. ↑  Elizabeth II. . Ottawa: Queen's Printer for Canada. 1985  [2009-05-03]. R.S., 1985, c. R-12. （原始内容存档于2011-01-05）.
5. ↑  Statement by Nick Clegg MP, UK parliament website, （页面存档备份，存于） 26 March 2015 (retrieved on same date).
6. 1 2  .   [2021-03-18]. （原始内容存档于2021-03-18）.
7. ↑  . The Guardian.   [2021-03-18]. （原始内容存档于2021-10-17）.
8. 1 2  . Loop News Barbados. 2021-07-27  [2021-07-30]. （原始内容存档于2021-10-17）.